# Time Control
Time Control — альбом группы Хироми Уэхары, "Hiromi’s Sonicbloom", выпущен в 2007 году при сотрудничестве Sonicbloom с David "Fuze" Fiuczynski.

## Об альбоме
В песнях Time Control подчеркивается идея о времени, о контроле над ним и его влиянии на людей. Музыку оригинального трио Хироми Уэхары существенно разнообразил приглашенный для записи альбома гитарист Дэвид Фьючински (David  Fiuczynski).

## Список композиций
1. Time Difference (6:19)
2. Time Out (6:39)
3. Time Travel (8:37)
4. Deep into the Night (9:02)
5. Real Clock vs. Body Clock = Jet Lag (5:53)
6. Time and Space (7:55)
7. Time Control, or Controlled by Time (8:29)
8. Time Flies (8:01)
9. Time's Up (0:47)

## Участники записи
- Хироми Уэхара — Piano
- Martin Valihora - Drums
- Tony Grey - Bass
- David Fiuczynski - Guitar